# أطفال جواسيس: كل الوقت في العالم
أطفال جواسيس: كل الوقت في العالم (بالإنجليزية: Spy Kids: All the Time in the World)‏ هو فيلم مغامرة تم إنتاجه في الولايات المتحدة وصدر في سنة 2011. من بطولة جيسيكا ألبا وأليكسا فيغا وداريل صبارة وريكي جيرفيه.

## الميزانية والإيرادات
بلغت تكلفة إنتاج الفيلم حوالي 27 مليون دولار بينما حقق أرباحا تقدر بـ 85,565,310 دولار.

## وصلات خارجية
- أطفال جواسيس: كل الوقت في العالم على موقع IMDb (الإنجليزية)
- أطفال جواسيس: كل الوقت في العالم على موقع ميتاكريتيك (الإنجليزية)
- أطفال جواسيس: كل الوقت في العالم على موقع روتن توميتوز (الإنجليزية)
- أطفال جواسيس: كل الوقت في العالم على موقع نتفليكس (الإنجليزية)
- أطفال جواسيس: كل الوقت في العالم على موقع قاعدة بيانات الأفلام العربية
- أطفال جواسيس: كل الوقت في العالم على موقع ألو سيني (الفرنسية)
- أطفال جواسيس: كل الوقت في العالم على موقع Turner Classic Movies (الإنجليزية)
- أطفال جواسيس: كل الوقت في العالم على موقع أول موفي (الإنجليزية)
- أطفال جواسيس: كل الوقت في العالم على موقع بوكس أوفيس موجو (الإنجليزية)
- أطفال جواسيس: كل الوقت في العالم على موقع فيلمافينيتي (الإسبانية)